# Scoparia pascoella
Scoparia pascoella là một loài bướm đêm trong họ Crambidae.